# Johannes ter Pelkwijk
Johannes (Jan) ter Pelkwijk (Heino, 26 augustus 1769 - Zwolle (Overijssel), 18 november 1834) was een Nederlands staatsman en onderwijzer.

## Persoonlijk leven
Ter Pelkwijk was de zoon van predikant Abraham ter Pelkwijk en zijn vrouw Catharina Malecotius. Al op zijn zevende jaar ging hij naar de Franse school in Barneveld, en vier jaar later bezocht hij de Latijnse school in Zwolle. Op zestienjarige leeftijd vertrok hij naar Deventer, waar hij aan het Athenaeum Illustre wiskunde studeerde.

## Loopbaan
Ter Pelkwijk studeerde hierna aan de Universiteit van Harderwijk, en promoveerde in 1790 tot meester in de vrije kunsten en doctor in de rechten en de filosofie. De wiskunde en haar praktische toepassing hadden zijn voorliefde. Hij was van 1798 tot 1800 secretaris van het intermediair bestuur van Overijssel, later lid der Provinciale Rekenkamer en van de provinciale Raad van Financiën. In 1807 werd hij assessor van de landdrost en buitengewoon lid van de Staatsraad, in 1811 lid van de Raad der Prefectuur en in 1813 prefect ad interim van het departement Monden van de IJssel. Na de omwenteling werd hij voor Zwolle lid der Provinciale Staten en daarna van de Gedeputeerde Staten. Hij heeft zich in zijn woonplaats Zwolle, waar hij als 65-jarige op 18 november 1834 overleed, bijzonder verdienstelijk voor het onderwijs gemaakt.
Een van zijn 'kwekelingen' aan de Nutsschool was Thorbecke.

## Werk
Behalve enige schoolboeken schreef hij:
- Verhandelingen over de verlossing der Israëlieten uit Egypte, met eene kaart (Zwolle 1816);
- Verhandeling over de geschiedenis der Israëlieten en andere Aziatische volken, vergeleken met die der Grieken en Romeinen, met eene tijdrekenkundige tafel (Zwolle 1818);
- Beschrijving van Overijssels watersnood in Februarij 1825, met eene kaart (Zwolle 1826). Opnieuw uitgegeven door de Stichting IJsselacademie te Kampen in 2002.

## Eerbetoon
- Er is een monument geplaatst ter nagedachtenis aan Johannes ter Pelkwijk op Begraafplaats Meppelerstraatweg. Hij ligt echter begraven in de Grote of Sint-Michaëlskerk in Zwolle.
- In Zwolle zijn twee straten naar Johannes vernoemd; de Ter Pelkwijkstraat en het Ter Pelkwijkpark.

## Afbeeldingen

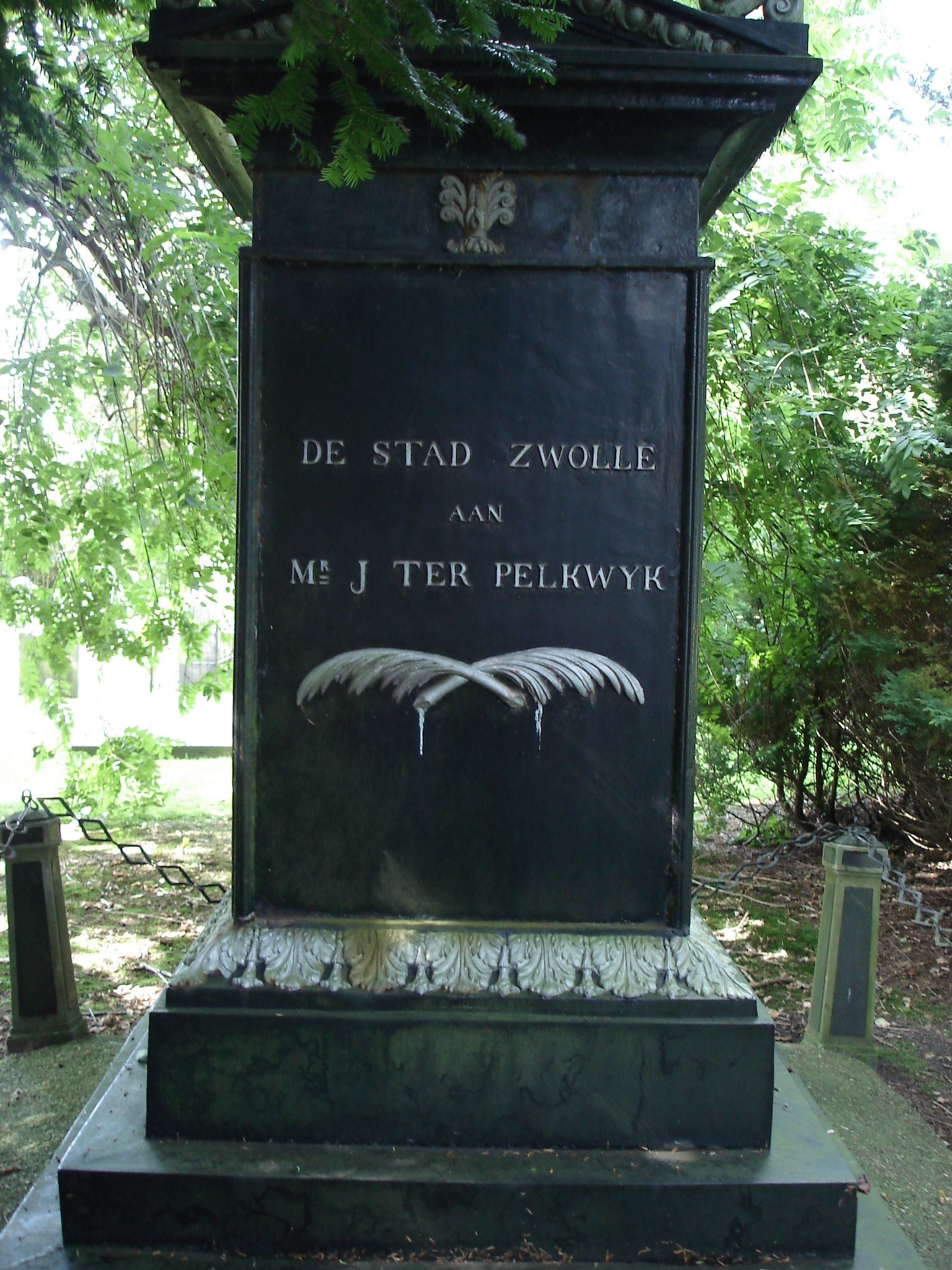
Grafmonument van Johannes ter Pelkwijk op Begraafplaats Meppeler-straatweg.

- Biografisch Portaal: 14773888
- Digitale Bibliotheek voor de Nederlandse Letteren: pelk001
- Gemeinsame Normdatei: 173613861
- International Standard Name Identifier: 0000 0003 6995 8893
- Nationale Bibliotheek van Israël: 987007507328905171
- Nederlandse Thesaurus van Auteursnamen: 070668043
- Virtual International Authority File: 245200871
- WorldCat: E39PBJyGWWrrgJtXG4KDjPYF8C